# Parthenon
Het Parthenon (Oudgrieks: Παρθενών) was de tempel voor Athena Parthenos (de Maagd), die de beschermgodin was van de stad Athene, op de Akropolis van Athene. De tempel vormt het hoogtepunt van de Atheense bouwkunst in de klassieke periode van de 5de eeuw v.Chr. De tempel stond ook symbool voor de hegemonie van Athene, nadat het zich had hersteld van de verliezen tijdens de Perzische Oorlogen.

## Geschiedenis

### Bouw
Het Parthenon werd gebouwd naast de plaats waar de Oude Athenatempel had gestaan, die gewijd was aan Athena Polias en stamde uit ca. 570 v.Chr. Na de overwinning van de Atheners op de Perzen in de Slag bij Marathon in 490 v.Chr. waren de Atheners al aan de bouw van een nieuwe tempel naast deze Oude Athenatempel begonnen. Maar in 480 v.Chr. werd zowel de Oude Athenatempel als de nieuw begonnen Athenatempel (ook wel proto-Parthenon genoemd) door de Perzen verwoest.
Nadat de kas van de Delische Bond in 454 v.Chr. naar Athene was overgebracht, overreedde Pericles de volksvergadering het geld te gebruiken voor een monumentale herbouw van de Akropolis. De bouw van het Parthenon was daarvan het begin. In 447 v.Chr. begon de bouw. Het bouwkundig ontwerp was van de architecten Ictinus en Kallikrates, de algehele supervisie en het ontwerp van de sculptuur was in handen van de beeldhouwer Phidias. De tempel werd ingewijd in 437 v.Chr., al werd er daarna nog vijf jaar aan de frontonsculpturen gewerkt.

### Latere geschiedenis
Het Parthenon onderging heiligschennis door Demetrius Poliorcetes. De Atheners boden hem als dank voor zijn inname van de stad in 307 v.Chr. het achtervertrek van het Parthenon aan, waar hij zich vervolgens vestigde met zijn gevolg van prostituees (Plutarchus, Leven van Demetrius, 23-24).
In de 6e eeuw werd het gebouw een kerk voor de heilige Sophia. Een klokkentoren werd toegevoegd op de zuidwesthoek. In de middeleeuwen werd het een Orthodoxe kerk ter ere van Maria. Na de Turkse verovering van Athene in 1460 werd het een moskee, waarbij de klokkentoren werd omgevormd in een minaret.
Belangrijk was het bezoek van de Franse ambassadeur markies Charles Olier de Nointel in 1674, omdat hij de schilder Carrey in zijn gevolg had. Deze maakte in opdracht van Nointel tekeningen van het Parthenon die van onschatbare waarde zijn, omdat ze het gebouw weergeven vóór zijn verwoesting.
Tijdens het beleg van de Akropolis door de Venetianen onder leiding van Francesco Morosini werd het Parthenon op 26 september 1687 geraakt door een voltreffer. De Turken hadden er hun munitie geconcentreerd, hopend dat de christenen het monument niet zouden aanvallen. Via een ontsnapte kregen de Venetianen lucht van de munitie in de tempel van Athena. Morosini gaf zijn mortiermeester Antonio Mutoni opdracht om het vuur vol op het Parthenon te richten. Na drie dagen slaagde zijn brigade erin een bom door een venster onder het fries naar binnen te schieten. De daarop volgende explosie en een twee dagen durende brand verwoestte het dak, de cella en het middenstuk. Acht zuilen aan de noordkant en zes aan de zuidkant stortten in. Na de verovering van de Akropolis probeerde Morosini de beeldengalerij van het westelijke fronton te verwijderen om naar Venetië te verschepen, maar het resultaat was dat de hele groep uit elkaar viel en verloren ging.
Thomas Bruce, Lord Elgin, die van 1799 tot en met 1803 ambassadeur van Groot-Brittannië bij het Ottomaanse Rijk was, verzamelde met instemming van de Ottomaanse machthebbers beeldhouwwerken op de Akropolis en liet ze in 1802-1804 naar Groot-Brittannië overbrengen. In 1816 verkocht hij wegens geldgebrek zijn ‘Elgin marbles’ aan het British Museum. Daar zijn nu de meeste metopen en frontonsculpturen van het Parthenon te zien, ondanks grote druk van de Griekse regering om ze terug te geven.

## Gebouw

Plattegrond van het Parthenon met de oostkant (de voorkant) onderaan

Het Parthenon is een Dorische tempel, al zijn er ook enkele Ionische elementen (de vier zuilen in de Opisthodomos) en heeft het aan voor- en achterzijde acht zuilen in plaats van de gebruikelijke zes. De tempel is een zogenaamde peripteros, dat wil zeggen dat hij aan alle kanten door zuilen omgeven is. Het gebouw was geheel gemaakt van wit pentelisch marmer, afgezien van het dak dat van hout was, bedekt met pentelisch-marmeren dakpannen.
De tempel staat op een basis die al was aangelegd voor de Athenatempel waaraan ca. 490 v. Chr. was begonnen. Het terras werd iets uitgebreid aan de noord- en westkant. Om de tempel ook aan de westkant (dat wil zeggen de achterkant) makkelijk bereikbaar te maken werd aan die kant van het terras een brede trap aangelegd. Het stylobaat meet 69,51 × 30,86 m. Voor een beter optisch effect werd het in het midden iets verhoogd: ca. 11 cm aan de lange kanten en ca. 6 cm aan de voor- en achterkant.
De verhouding van de zuilen van de buitenste colonnade is 8 × 17 en deze telt in totaal 46 zuilen. De zuilen hebben een diameter aan de voet van 1,9 m, zijn opgebouwd uit tien à twaalf zuiltrommels en zijn ca. 10,4 m hoog. De zuilen zijn met een aantal slimme verfijndheden opgesteld voor een optimaal optisch effect. Ze hebben een lichte curve (een zogenaamde entasis): op ongeveer een derde van hun hoogte zijn ze 2 cm dikker. De zuilen hellen ook iets naar binnen, en de hoekzuilen hellen zowel vanaf de lange als vanaf de korte kant van de tempel iets naar binnen. Ter compensatie zijn ze 2,5% breder.
De cella was gemaakt van fijn-bewerkte blokken, die zonder gebruik van cement met metalen klampen met elkaar werden verbonden. Aan de voorkant was een ondiepe pronaos met zes zuilen en ook aan de achterzijde van de cella stonden zes zuilen. De cella zelf was in twee ruimtes verdeeld: de eigenlijke cella waar het godenbeeld stond, en een kleiner achtervertrek (opisthodomos) dat vanaf de westkant (de achterkant) toegankelijk was. In de cella stond het door Phidias gemaakte ca. 12 m hoge, chryselefantiene godenbeeld van Athena Parthenos. Het beeld was omgeven door een twee verdiepingen tellende zuilenrij langs drie kanten van het vertrek. Het achtervertrek aan de westkant had vier Ionische zuilen die het dak ondersteunden. Hier bevond zich, zoals we uit een inscriptie weten, vanaf 439 v.Chr. de schatkist van de stad.

## Beeldhouwwerk

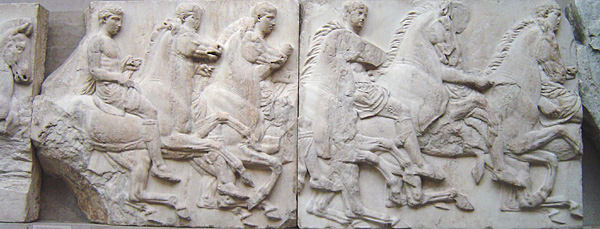
Deel van het Parthenonfries in het British Museum te Londen

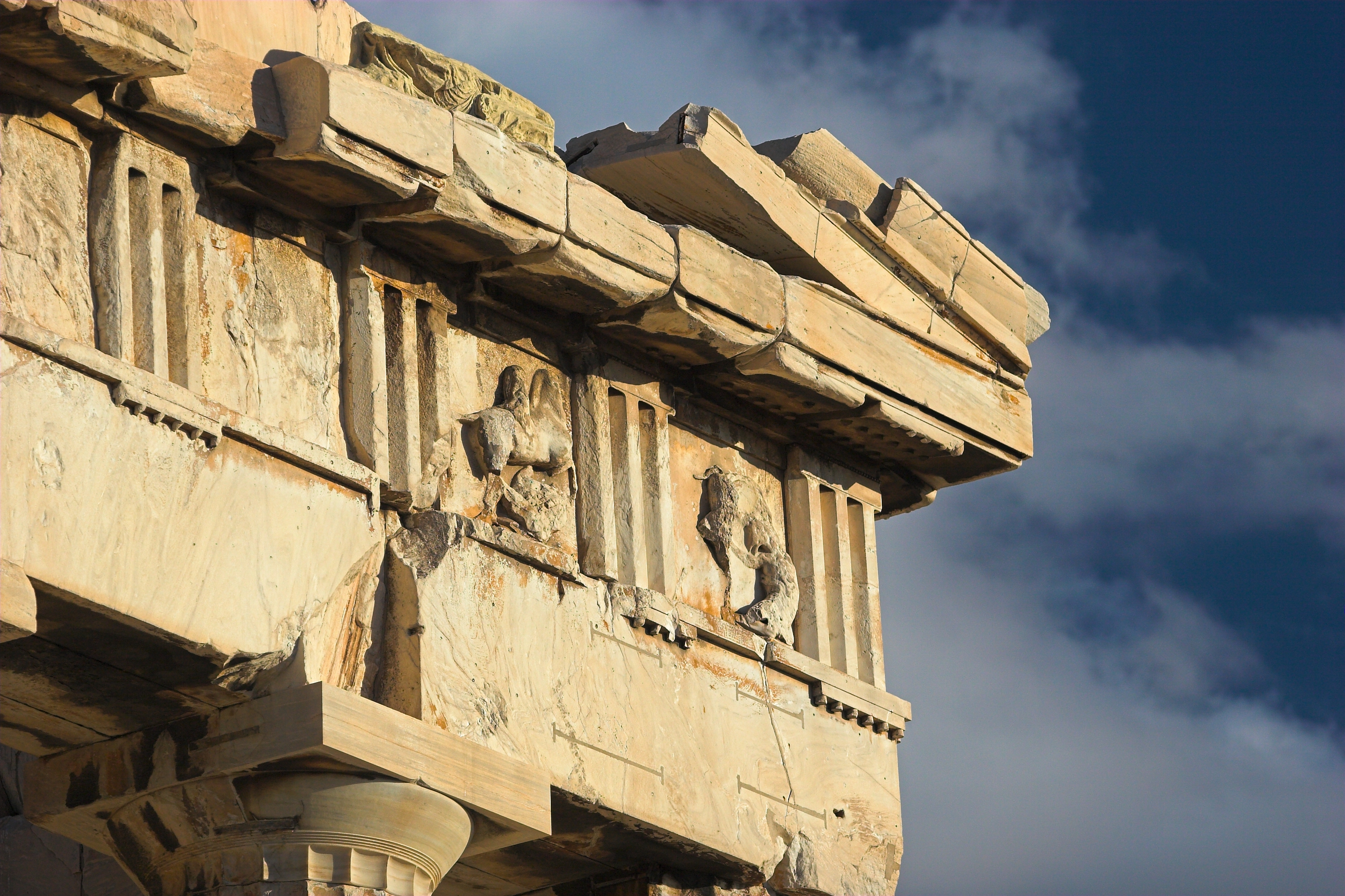
Twee metopen die nog in situ zijn aan de westkant van het Parthenon

### Buitenzijde
Het Parthenon had 92 metopen van gemiddeld 1,2 m hoog en 1,25 m breed. Aan de voorkant (de oostkant) was er een Titanomachie, een strijd tussen goden en titanen op afgebeeld, aan de westkant een Amazonomachie, een strijd tussen Grieken en Amazonen, aan de noordkant taferelen uit de Trojaanse oorlog, en aan de zuidkant een Centauromachie, een strijd tussen Lapithen en centauren. Met deze mythische gevechtstaferelen verbeeldden de Atheners de overwinning op de Perzen.
Aan de binnenkant van de colonnade was de architraaf rond de buitenkant van de cella versierd met een doorlopend fries van 160 m lang en 1 m hoog. Hierop was de processie tijdens de jaarlijkse Panathenaeën afgebeeld waarin de arrephoren het nieuwe gewaad voor Athena dat zij hadden geweven, naar de godin brachten.
Op de twee frontons waren momenten uit het leven van Athena afgebeeld. Op het oostelijke fronton was de geboorte van Athena uit het hoofd van haar vader Zeus in aanwezigheid van de andere Olympische goden te zien. Hiervan zijn een liggende Dionysos en een paardenhoofd bewaard. Op het westelijke fronton was de strijd te zien tussen Poseidon en Athena om het bezit van Attica. Hiervan is een groep van Cecrops met zijn dochters bewaard.
Al het beeldhouwwerk was oorspronkelijk beschilderd met rode, blauwe en gele verfstoffen.

### Cella
Het cultusbeeld van Athena Parthenos in de cella was een werk van de beeldhouwer Phidias. Dit chryselefantiene godenbeeld (gemaakt uit goud en ivoor) was ca. 12 m hoog. We weten hoe het eruit heeft gezien door beschrijvingen van onder anderen Pausanias en door de kleinere kopieën die ervan werden gemaakt, zoals de ‘Athena van Barbakeion’ in het Nationaal Archeologisch Museum van Athene. De godin was staand afgebeeld in volle wapenrusting terwijl ze Nikè (de overwinning) aan de Atheners gaf. Haar gewaden en armen waren bekleed met goud, afkomstig van het imperiale tribuut dat door Athene was verkregen. Het ging om afneembare stukken die dienden als financiële reserve en waarvan het gewicht zorgvuldig was opgetekend in een bronzen stèle naast het beeld. Op kleiner formaat maar volgens gelijkaardige principes, stonden in de cella ook de Nikai: beelden van de overwinningsgodin Nikè. Naar het einde van de Tweede Peloponnesische Oorlog werden zeven van de acht Nikai ontdaan van hun goud ten behoeve van muntslag.

## Restauratie
In 1975 is de Griekse regering  begonnen met een gezamenlijke inspanning om het Parthenon en andere structuren op de Akropolis te herstellen. Na enige vertraging werd in 1983 een Comité voor de instandhouding van de Akropolismonumenten opgericht. Het project kreeg later ook financiering en technische bijstand van de Europese Unie. Een archeologische commissie heeft elk artefact op de site vervolgens grondig gedocumenteerd en architecten hebben ondersteund met computermodellen de oorspronkelijke locatie bepaald. Bijzonder belangrijke en fragiele sculpturen werden overgebracht naar het Akropolismuseum. Een kraan werd geïnstalleerd voor het verplaatsen van marmeren blokken. De kraan is ontworpen om weg te kunnen klappen onder de daklijn wanneer deze niet in gebruik is. In sommige gevallen werd eerdere onjuist uitgevoerde reconstructie ontmanteld. Vervolgens werd gestart met een zorgvuldig proces van restauratie. Oorspronkelijk werden de verschillende blokken bij elkaar gehouden door langwerpige ijzeren H-pinnen, die geheel bedekt zijn met lood dat het ijzer beschermt tegen corrosie. Stabiliserende pennen die in de 19e eeuw zijn toegevoegd, waren niet gecoat en daardoor gecorrodeerd. Aangezien roest uitzet, heeft deze meer schade veroorzaakt, door het scheuren van het marmer. Voor alle nieuwe metaalverbindingen wordt gebruikgemaakt van titanium, een sterk, licht en corrosiebestendig materiaal.
Het Parthenon wordt niet hersteld tot een pre-1687 toestand, maar de schade veroorzaakt door de explosie wordt zo veel mogelijk hersteld. Nieuw pentelisch marmer wordt gebruikt uit de originele steengroeve. Uiteindelijk zullen alle belangrijke stukken marmer op hun oorspronkelijke plaats in de structuur worden geplaatst, waar nodig aangevuld met moderne materialen.